# Higashi no Eden
Higashi no Eden (東のエデン?, Higashi no Eden), noto anche come Eden of the East, è una serie televisiva anime di 11 episodi trasmessa dal 9 aprile al 16 giugno 2009 su Fuji TV all'interno del contenitore noitaminA. Ideata, scritta e diretta da Kenji Kamiyama, con musiche di Kenji Kawai e character design di Chika Umino, è prodotta dallo studio Production I.G. La serie si conclude con due film d'animazione: il primo, intitolato Higashi no Eden gekijōban I - The King of Eden (東のエデン 劇場版Ⅰ The King of Eden?), è stato distribuito nelle sale giapponesi il 19 dicembre 2009 e il secondo, Higashi no Eden gekijōban II - Paradise Lost (東のエデン 劇場版 Ⅱ Paradise Lost?), il 13 marzo 2010.
Il 26 settembre 2009 è stata anche pubblicata (solo nei cinema giapponesi) una compilation dei vari episodi della serie, montata a dovere per entrare nella durata standard di un film, chiamata "Eden of the East: Air Communication".

## Trama
Lunedì 22 novembre 2010: undici missili colpiscono il Giappone, senza mietere alcuna vittima. Tale giornata verrà in seguito ricordata come il "Lunedì incauto" e molte persone cercano di dimenticarla. Tre mesi dopo, Saki Morimi, una studentessa giapponese in viaggio a Washington, si imbatte per caso in un ragazzo dall'identità sconosciuta davanti alla Casa Bianca, nudo e solo con un cellulare e una pistola in mano, che la salva da un'incomprensione con la polizia. I due rientrano in Giappone, ma il ragazzo si darà ben presto alla ricerca della sua identità, cercando di scoprire anche perché nel suo cellulare sono contenuti più di otto miliardi di yen e perché è inserito nell'organizzazione denominata Seleçao.

## Personaggi

### Principali
Akira Takizawa (滝沢 朗?, Takizawa Akira)
Doppiato da: Ryōhei Kimura
Seleçao No. 9.
Ha perso la sua memoria a causa di un programma del suo cellulare. Incontra Saki Morimi a Washington, apparendo nudo con una pistola e il cellulare in mano. Quando la aiuta a liberarsi della polizia per aver gettato una moneta contro la Casa Bianca, lei, per ringraziarlo dell'aiuto gli dona la sua giacca, sciarpa e cappello. Takizawa ha un telefono molto moderno e particolare, con la frase "Noblesse oblige" ("La nobiltà comporta obblighi") stampato su di esso e 8,2 miliardi di yen come credito. Quando fa la sua prima chiamata, risponde una voce femminile denominata Juiz, che gli indica con un punto sulla mappa la sua abitazione. Nel suo appartamento trova armi e molti passaporti che sembrano appartenergli. Secondo uno dei suoi passaporti egli vive in Giappone, a Toyosu, il suo nome è Akira Takizawa, è nato il 7 gennaio 1989, ha 21 anni ed è un giorno più giovane di Saki Morimi. Quindi decide di tornare in Giappone con Saki.
Saki Morimi (森美 咲?, Morimi Saki)
Doppiata da: Saori Hayami
Saki è al suo ultimo anno di Università, ha 21 anni ed è nata il 6 gennaio 1989. Dopo la morte dei suoi genitori, vive con sua sorella maggiore e la sua bambina. È stata a New York nel viaggio di diploma con i suoi amici, e dopo aver visitato Washington da sola, incontra Akira Takizawa il quale la aiuta a liberarsi del poliziotto che la stava interrogando per aver gettato una moneta contro la Casa Bianca. Dopo essersi accorta di aver lasciato il suo passaporto nella giacca che aveva dato ad Akira, lo segue e decidono di tornare a Tokyo. Ha intenzione di lavorare nella compagnia di suo cognato, perché stanca di farsi mantenere da sua sorella e da lui.

### Eden of the East
È nato come gruppo di riciclaggio, ma si è subito trasformato in un sito commerciale di successo, grazie al rivoluzionario motore di riconoscimento di Micchon e all'abilità di sopravvalutare ogni cosa, comprese quelle superficiali di Saki.
La possibilità del software di funzionare su telefoni cellulari ha attratto immediatamente l'attenzione di molte persone come membri, inclusi gli studenti.
Il gruppo, tuttavia, è composto da pochi membri, i quali si sono recentemente diplomati al college.
Satoshi Ōsugi (大杉 智?, Ōsugi Satoshi)
Doppiato da: Takuya Eguchi
È un amico di Saki, è all'ultimo anno di università e ha fatto il viaggio a New York insieme a Saki. Ha un amore non corrisposto per Saki, è geloso di Akira Takizawa, sospetta di lui, quindi decide di investigare sul suo passato.
Kazuomi Hirasawa (平澤 一臣?, Hirasawa Kazuomi)
Doppiato da: Motoyuki Kawahara
Sembra essere il capo di Eden of the East. Non ha particolari doti, ammette che è grazie a Micchon e a Saki che Eden of the East ha potuto raggiungere tale successo. Il suo scopo è creare un paradiso per i NEET.
Micchon (みっちょん?, Micchon)
Nome reale: Mikuru Katsuhara (葛原 みくる?, Katsuhara Mikuru)
Doppiata da: Ayaka Saitō
Micchon è una ragazza molto timida, che si apre soltanto con le persone che le stanno vicino. È la persona che ha creato il software di riconoscimento di Eden of the East, di fatto viene considerata un genio della programmazione.
Onee (おネエ?, Onee, trad. "sorella")
Doppiata da: Kimiko Saitō
Onee sembra essere un vecchio membro del gruppo.
Haruo Kasuga (春日 晴男?, Kasuga Haruo)
Doppiato da: Hayato Taya
Kasuga è un amico di Ōsugi, riesce spesso a capire le qualità degli altri. Per qualche ragione ignota, si nasconde dentro una scrivania con chiusura sulla parte superiore durante le riunioni del gruppo.

### Seleçao
Dodici persone (Akira incluso) in possesso di 10 miliardi di yen, concessi a loro da Mr. Outside per spenderli a favore dello stato. Questa enorme somma è solamente una valuta digitale, perciò non può essere convertita in soldi materiali. Ai Seleçao è concesso spenderli come meglio credono, ma devono far uso dei soldi per trovare un modo per "salvare" il paese. Se qualcuno di loro tentasse di scappare, usare i soldi nel modo sbagliato o fallisse la missione, Mr. Outside invierà il Supporter per assassinarlo; è anche menzionato che se la missione viene portata a termine, il resto della somma verrà eliminata comunque. Il nome "Seleçao" deriva dalla parola portoghese "Seleção" (selezione).
Daiju Mononobe (物部 大樹?, Mononobe Daiju)
Seiyuu: Atsushi Miyauchi
Seleçao No. 1.
Jintarō Tsuji (辻 仁太郎?, Tsuji Jintarō)
Seiyuu: Kōji Yusa
Seleçao No. 2.
Yūsei Kondō (近藤 勇誠?, Kondō Yūsei)
Seiyuu: Hiroshi Shirokuma
Seleçao No. 4.
Hajime Hiura (火浦 元?, Hiura Hajime)
Seiyuu: Shinji Ogawa
Seleçao No. 5.
Ryō Yūki (結城 亮?, Yūki Ryō)
Seiyuu: Masakazu Morita
Seleçao No. 10.
Kuroha Diana Shiratori (白鳥・D・黒羽?, Shiratori Daiana Kuroha)
Seiyuu: Rei Igarashi
Seleçao No. 11.

### Famiglia di Saki
Asako Morimi (森美 朝子?, Morimi Asako)
Seiyuu: Kaya Matsutani
La sorella maggiore di Saki, lavora presso il panificio della famiglia - "Sangetsu Pan". Dopo la morte dei suoi genitori, lei e suo marito si sono presi cura di Saki.
Ryūsuke Morimi (森美 良介?, Morimi Ryūsuke)
Seiyuu: Mantarō Iwao
Il cognato di Saki, per il quale aveva una cotta.

### Altri
Juiz (ジュイス?, Juisu)
Seiyuu: Sakiko Tamagawa
Una misteriosa voce femminile collegata ai dodici Seleçao. Fornisce informazioni e provvede ad esaudire le richieste dei Seleçao, che vanno dal corrompere le autorità all'assassinio. Il suo nome deriva dalla parola portoghese "Juiz" (lett. "Giudice"). Nei telefoni cellulari di ogni Seleçao ci sono i simboli di una spada e una bilancia, e stanno per giustizia e legge. Nell'episodio 10, viene rivelato che Juiz non è effettivamente una persona, ma un'avanzata Intelligenza Artificiale.
Mr. Outside (ミスター・アウトサイド?, Misutā Autosaido)
Un misterioso personaggio che seleziona dodici cittadini Giapponesi come Seleçao e dà loro uno speciale telefono cellulare "Noblesse Oblige". Mr. Outside affida ai Seleçao la missione di riportare la stabilità nel Giappone con qualsiasi mezzo. Tuttavia celerà tra di essi un "Supporter", incaricato di uccidere i Seleçao che finiscono i loro soldi prima di completare la missione o non rispettano le "regole" stabilite in partenza. Mononobe crede fortemente che Mr. Outside sia Saizō Atō (亜東 才蔵?, Atō Saizō), un potente uomo d'affari il quale partecipò alla ricostruzione del Giappone dopo la guerra.
Takizawa osserva anche che "Ato Saizo" è un gioco di parole per la pronuncia giapponese di "Outside" (アウトサイド, cioè auto saido). Mr. Outside/Atō si scoprirà essere il dodicesimo Seleçao. Si scoprirà anche essere il Supporter.
Yutaka Itazu (板津 豊?, Itazu Yutaka)
Seiyuu: Nobuyuki Hiyama
Un ragazzo prodigio, definito hacker, che il club di Eden ha soprannominato "Pantsu" (abbreviazione giapponese per l'inglese panties, mutande). Una volta egli era uno studente di ingegneria, ma diventò un recluso dopo aver perso il suo unico paio di pantaloni. Takizawa fa esaminare il telefono datogli da Mr. Outside per indagare sul "Lunedì incauto" e sul suo passato.

## Sigle
Sigla d'apertura
"Falling Down" degli Oasis
Sigla di chiusura
"futuristic imagination" degli school food punishment